# Vivan los bares
Vivan los bares fue un programa de televisión de España que se emitió cada viernes, a las 23:00, en La 1 de Televisión Española. El programa se estrenó el 11 de julio de 2014 y finalizó el 29 de agosto de 2014 y fue presentado por Lorena Castell y Juanito Makandé.

## Formato
Vivan los bares, conducido por los artistas Lorena Castell y Juanito Makandé, muestras los distintos bares de toda España y las costumbres de cada región. A su vez muestras las costumbres que hay en cada comunidad de España y las comidas típicas regionales. A su vez los dos presentadora se integraran en historias personales y profesionales que rodean el negocio que muestran en cada entrega.

## Audiencias
| Temporada | Temporada | Episodios | Estreno             | Final                | Audiencia media | Audiencia media | Audiencia media |
| Temporada | Temporada | Episodios | Estreno             | Final                | Espectadores    | Cuota           |                 |
| --------- | --------- | --------- | ------------------- | -------------------- | --------------- | --------------- | --------------- |
|           | 1         | 8         | 11 de julio de 2014 | 29 de agosto de 2014 | 799 000         | 7,3%            |                 |

## Temporada 1: 2014
| Programa | Título del programa                | Fecha de emisión     | Espectadores | Cuota de pantalla |
| -------- | ---------------------------------- | -------------------- | ------------ | ----------------- |
| 1x01     | Ganbara (San Sebastián)            | 11 de julio de 2014  | 1 048 000    | 8,0%              |
| 1x02     | Pepe`s bar (Benidorm)              | 18 de julio de 2014  | 1 088 000    | 8,7%              |
| 1x03     | Chapandaz (Madrid)                 | 25 de julio de 2014  | 788 000      | 6,4%              |
| 1x04     | Discoteca Olivia Valere (Marbella) | 1 de agosto de 2014  | 912 000      | 7,0%              |
| 1x05     | El Hebe (Vallecas)                 | 8 de agosto de 2014  | 835 000      | 7,3%              |
| 1x06     | El Comodín (Sitges)                | 15 de agosto de 2014 | 691 000      | 6,5%              |
| 1x07     | La Luna (Zahara de los Atunes)     | 22 de agosto de 2014 | 484 000      | 8,5%              |
| 1x08     | El Chiringuito (Sevilla)           | 29 de agosto de 2014 | 542 000      | 6,2%              |